# Hemiargus ramon
Espèce
Hemiargus ramon est une espèce de lépidoptères (papillons) sud-américains de la famille des Lycaenidae de la sous-famille des Polyommatinae.

## Noms vernaculaires
En anglais, Hemiargus ramon est appelé Ramon Blue ou Ramon's Blue.

## Description
L'imago d'Hemiargus ramon est un petit papillon, aux antennes annelées de blanc et de noir.
Le dessus du mâle est de couleur bleu violet, bordé aux ailes postérieures d'une ligne marginale d'ocelles bleus.
Le revers est gris beige orné de lignes de traits marron cernés de blanc et d'une bande marginale de chevrons avec, à l'aile postérieure, quatre ocelles bleus pupillés de noir qui les remplacent à partir de l'angle anal.

## Biologie
Les plantes hôtes de la chenille comprennent Acacia macracantha, Neptunia plena, Oxalis dombeyi, Prosopis juliflora et Tephrosia decumbens.

## Distribution et biotopes
Hemiargus ramon est présent dans l'Ouest de l'Amérique du Sud : dans le sud de l'Équateur, dans le Nord du Chili, peut-être au Pérou, ainsi qu'aux îles Galápagos où il est un nouvel arrivant.
En Équateur, l'espèce se rencontre dans des milieux herbeux secs, à des altitudes comprises entre 1000 et 2 400 m.

## Systématique
L'espèce aujourd'hui appelée Hemiargus ramon a été décrite en 1887 par l'entomologiste français Paul Dognin sous le nom initial de Lycoena ramon. Sa localité type est Loja, en Équateur,.

## Protection
Pas de statut de protection particulier[réf. nécessaire].